# IC 501/2
IC 501/2 је елиптична галаксија у сазвијежђу Рак која се налази на листи објеката дубоког неба у Индекс каталогу.
Деклинација објекта је + 24° 32' 14" а ректасцензија 8h 18m 47,7s. Привидна величина (магнитуда) објекта IC 501 износи 14,5 а фотографска магнитуда 15,5. IC 5012 је још познат и под ознакама CGCG 119-42.